# Marthahöhle
Die Marthahöhle  ist eine Gipshöhle im Naturschutzgebiet Gipskarstlandschaft Hainholz bei Düna, die nicht besichtigt werden kann. Mit ihren über 450 Meter langen Gängen gehört sie zu den größeren Höhlen im Gebiet des Hainholzes.

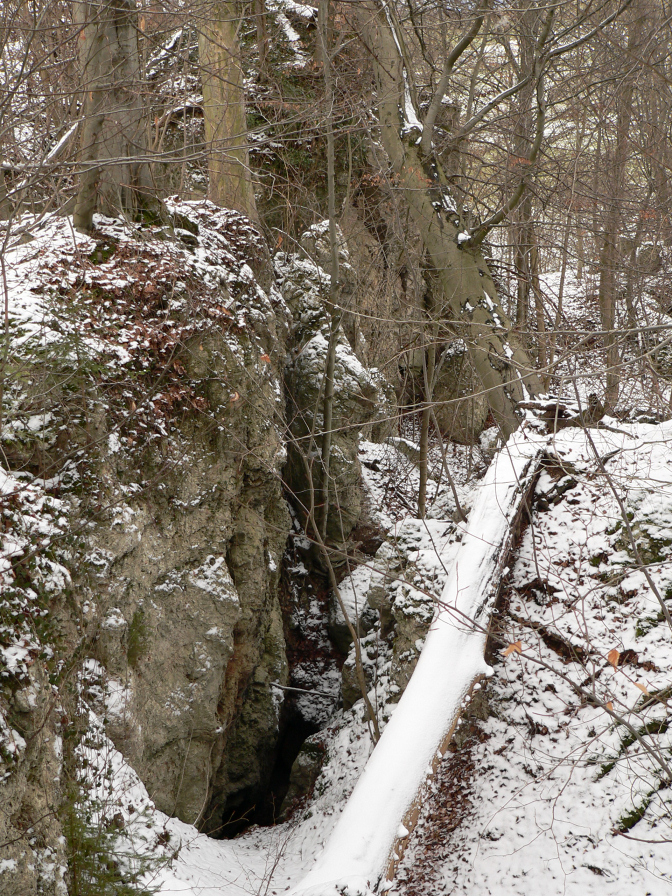
Felsiges Umfeld des Höhleneingangs

## Lage
Die Höhle liegt im Naturschutzgebiet Gipskarstlandschaft Hainholz, das einen repräsentativen Bestandteil der Gipskarstlandschaft des Südharzes darstellt. Es finden sich auf engem Raum die typischen Formen einer Karstlandschaft, wie Erdfälle, Dolinen, Bachschwinden und eine Reihe von Höhlen. Eine weitere größere Höhle im Hainholz ist die Jettenhöhle. Der Höhleneingang befindet sich am Nordwestabbruch der Erhebung Bollerkopf in einer bewaldeten und intensiv verkarsteten Landschaft.

## Geschichte
Die Marthahöhle ist wenig bekannt. Sie wurde 1924 von Friedrich Stolberg mit Höhlenforschern aus Nordhausen entdeckt und im Jahr 1934 intensiver erkundet. Allerdings war sie Bauern der Gegend schon bekannt. Stolberg benannte die Höhle nach einer früheren Freundin in Marthahöhle, da kein Name überliefert war. Später tauchte im niedersächsischen Höhlenkataster der Name Diebshöhle auf.

## Beschreibung
Der große Höhleneingang liegt hinter dem Torwächter, einem Felsenturm, verborgen. Vom Eingang fällt der Boden steil ab zu einem Höhlensee, dessen Wasserspiegel mit der des unterhalb der Abbruchkante liegenden Erdfallsees korrespondiert. Die Höhle hat eine begehbare Länge von etwa 150 Meter. Bei den einzelnen Innenräumen und Gängen handelt es sich um die Wintereishalle, den 20 Meter breiten Flachen Saal, das Weiße Gewölbe, den Strötker Schluf, die Trümmergrotte, den Teichgang, den Schlammsintergang, die Hohe Bruchhalle und die Düstere Halle. Im Inneren befinden sich die Räume mit Seen, wie der Süd- und der Nordsee.
Die Höhle ist in ihren hinteren Teilen tief überflutet und wegen der Wasserführung ist sie nur selten zugänglich; in der Regel nur alle 10 Jahre. Der hintere Bereich ist mit einem Gitter abgesperrt, um Sedimentstrukturen im weichen Höhlenlehm vor Beschädigungen zu schützen. Höhlenerkundungen konnten nur in Jahren erfolgen, in denen die Höhle von Wasser entleert war. Die Räume mit dem Nord- und Südsee wurden erst bei Tauchgängen im Jahr 1972 entdeckt.